# Сахат джамия
Сахат джамия е мюсюлмански храм, разположен в северната централна част на град Търговище, има статут на паметник на културата от местно значение. В близост до храма се намира църквата „Свети Иван Рилски“.

## История
Храмът е построен през 1722 година. Носи името „Сахат“, защото навремето до нея е имало часовникова кула.

## Архитектура
Отвътре стените са облицовани с декоративни фаянсови плочи. В центъра на молитвената зала виси изящен полилей. Във входа на молитвената зала допълнителна дървена постройка е заделена за жените и децата.